# Zora del Buono

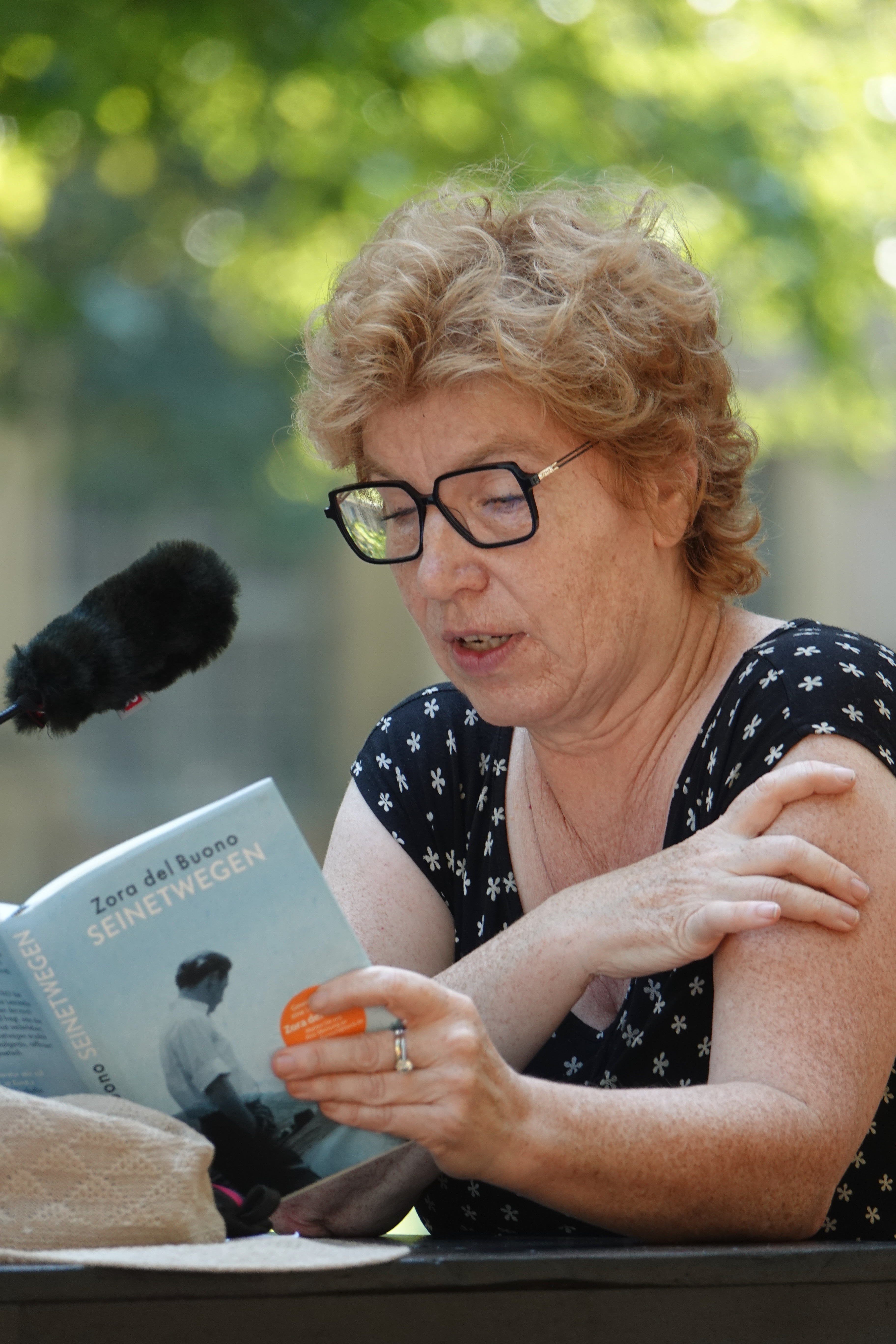
Zora del Buono 2024

Zora del Buono (* 21. Dezember 1962 in Zürich) ist eine Schweizer Architektin, Journalistin und Schriftstellerin.

## Leben
Zora del Buono ist die Tochter eines italienischen Arztes, der acht Monate nach ihrer Geburt bei einem Autounfall starb, und einer Schweizer Historikerin. Sie wuchs in Zürich und Bari auf. Sie studierte Architektur an der ETH Zürich und an der Universität der Künste Berlin, ihr Studium schloss sie 1990 an der ETH mit dem Diplom ab. Von 1990 bis 1995 war sie als Architektin in Berlin tätig, danach absolvierte sie ein Nachdiplomstudium für Szenografie.
1996 war sie Mitbegründerin und Kulturredakteurin der Zeitschrift Mare, von 2001 bis 2008 war sie stellvertretende Chefredakteurin der Zeitschrift.
Ihren Debütroman Canitz’ Verlangen legte sie 2008 vor. 2010 folgte der Südstaatenroman Big Sue. Ihr Reisebuch Hundert Tage Amerika: Begegnungen zwischen Neufundland und Key West wurde als literarisches Reisebuch mit dem ITB BuchAward 2012 ausgezeichnet. 2015 folgte die Novelle Gotthard, die an einem Tag rund um die Arbeiten des Gotthard-Basistunnels spielt. Im selben Jahr erschien ihr literarisches Reisebuch Das Leben der Mächtigen – Reisen zu alten Bäumen, für das sie 14 der ältesten Bäume der Welt besuchte. 2016 erschien ihr Campus-Roman Hinter Büschen, an eine Hauswand gelehnt, für den sie 2016 von der Stadt Zürich und 2017 vom Kanton Zürich ausgezeichnet wurde. 2020 erschien ihr Familienroman Die Marschallin, der von ihrer kommunistischen süditalienischen Grossmutter gleichen Nachnamens handelt. 2024 erschien ihr Rechercheroman Seinetwegen über den Tod ihres Vaters, für den sie für den Deutschen Buchpreis nominiert war und sowohl den Schweizer Buchpreis als auch den Franz-Hessel-Preis 2025 erhielt.  
Die Bücher wurden mehrfach übersetzt. Del Buono ist Mitglied des Schweizer PEN. Sie lebt in Zürich.

## Werke
- Waldhaus Sils. A family affair since 1908. Fotos von Stefan Pielow. Waldhaus, Sils-Maria 2008, ISBN 978-3-033-01546-3.
- Canitz’ Verlangen. Roman. Mare, Hamburg 2008, ISBN 978-3-86648-091-9.
- Big Sue. Roman. Mare, Hamburg 2010, ISBN 978-3-86648-135-0.
- Hundert Tage Amerika. Begegnungen zwischen Neufundland und Key West. Mare, Hamburg 2011, ISBN 978-3-86648-145-9.
- Gotthard. Novelle, C.H. Beck, München 2015, ISBN 978-3-406-68184-4.
- Das Leben der Mächtigen – Reisen zu alten Bäumen. Hrsg. Judith Schalansky, Matthes & Seitz Berlin, Berlin 2015, ISBN 978-3-95757-165-6.
- Hinter Büschen, an eine Hauswand gelehnt. Roman, C.H. Beck, München 2016, ISBN 978-3-406-69690-9.
- Die Marschallin. Roman, C.H. Beck, München 2020, ISBN 978-3-406-75482-1.[3]
- Seinetwegen. Roman, C.H. Beck, München 2024, ISBN 978-3-406-82240-7.[4]

## Auszeichnungen
- 2012: ITB BuchAward für Hundert Tage Amerika
- 2016: Literarische Auszeichnung der Stadt Zürich für Hinter Büschen, an eine Hauswand gelehnt[5]
- 2017: Anerkennungsbeitrag des Kantons Zürich für Hinter Büschen, an eine Hauswand gelehnt[6]
- 2024: Longlist des Deutschen Buchpreises mit Seinetwegen
- 2024: Schweizer Buchpreis für Seinetwegen[7]
- 2025: Franz Hessel Preis für Seinetwegen